# رابلا
رابلا (بالإستونية:Rapla)، هي مدينة إستونية، تبلغ عدد سكانها نحو 9,243 نسمة، وذلك بتاريخ 1 يناير 2017م.

## معرض صور

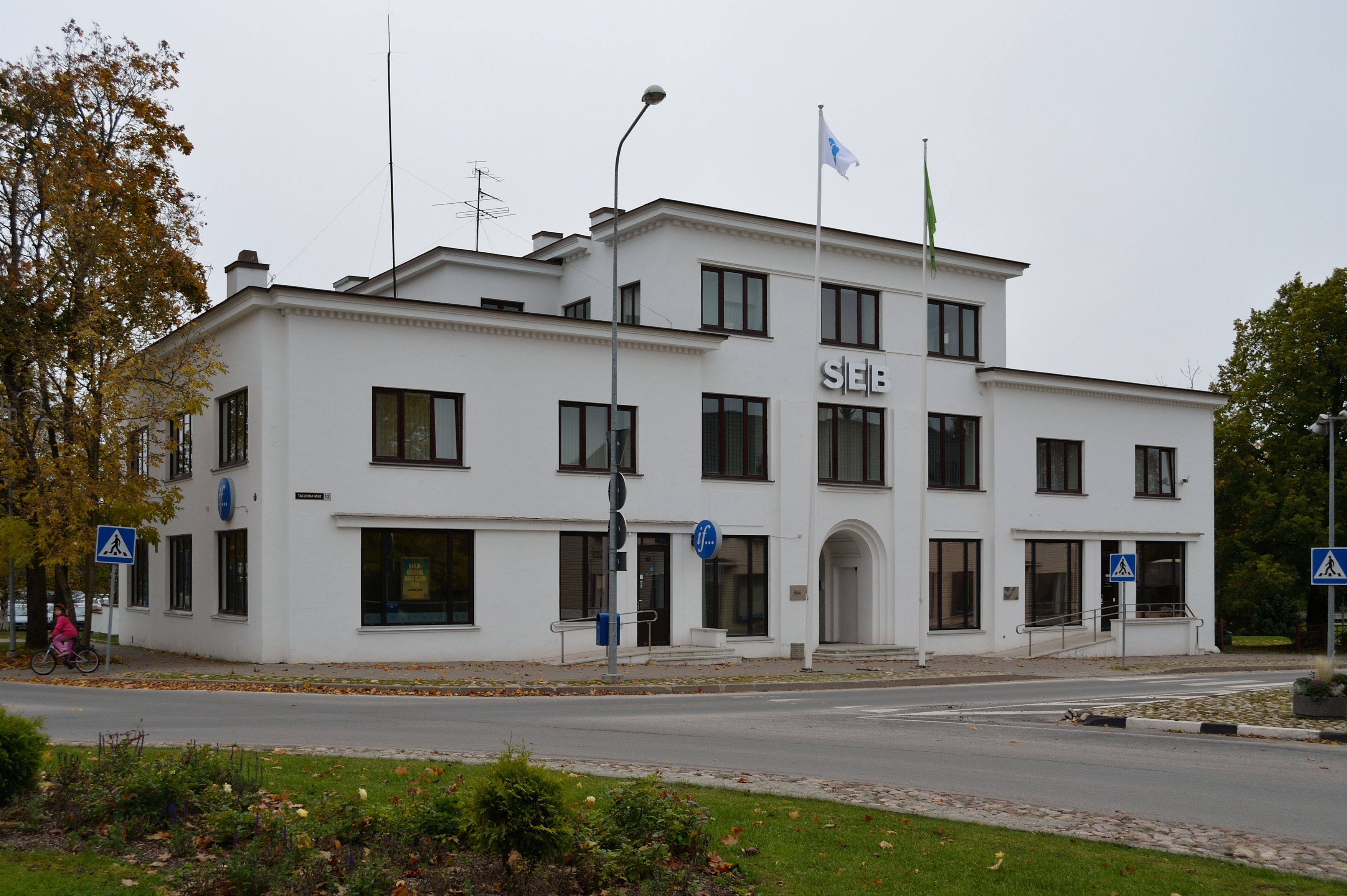
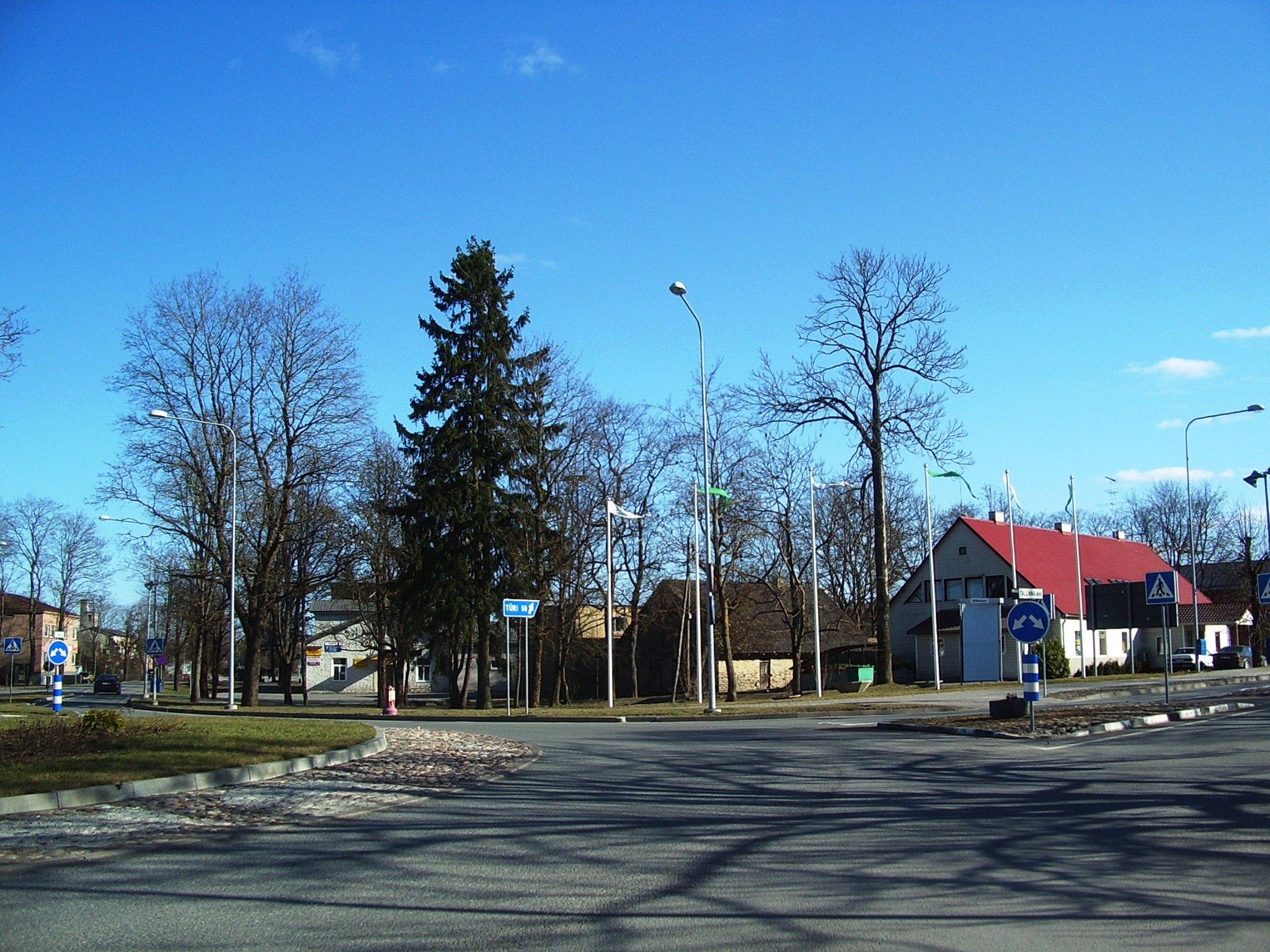
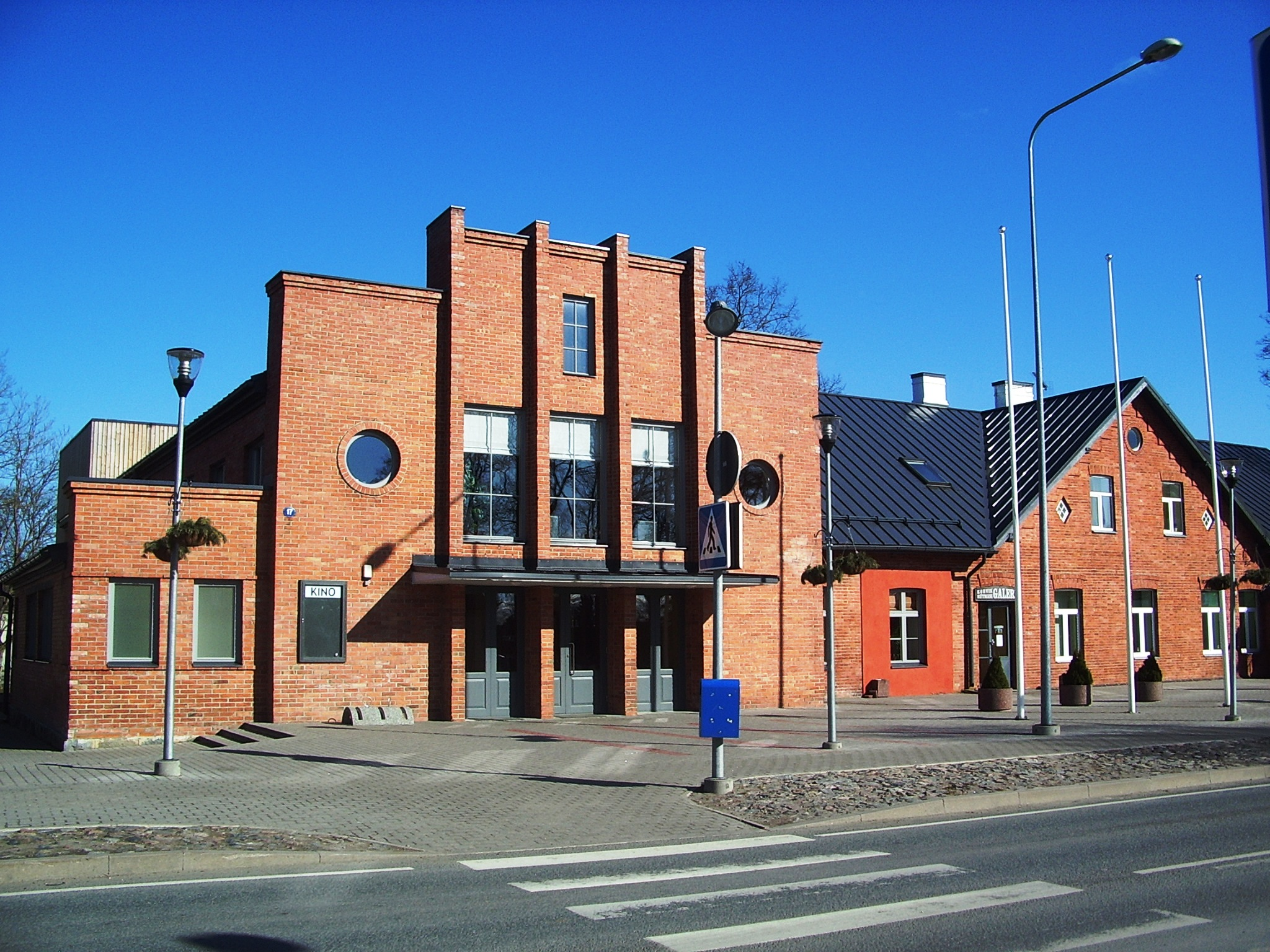
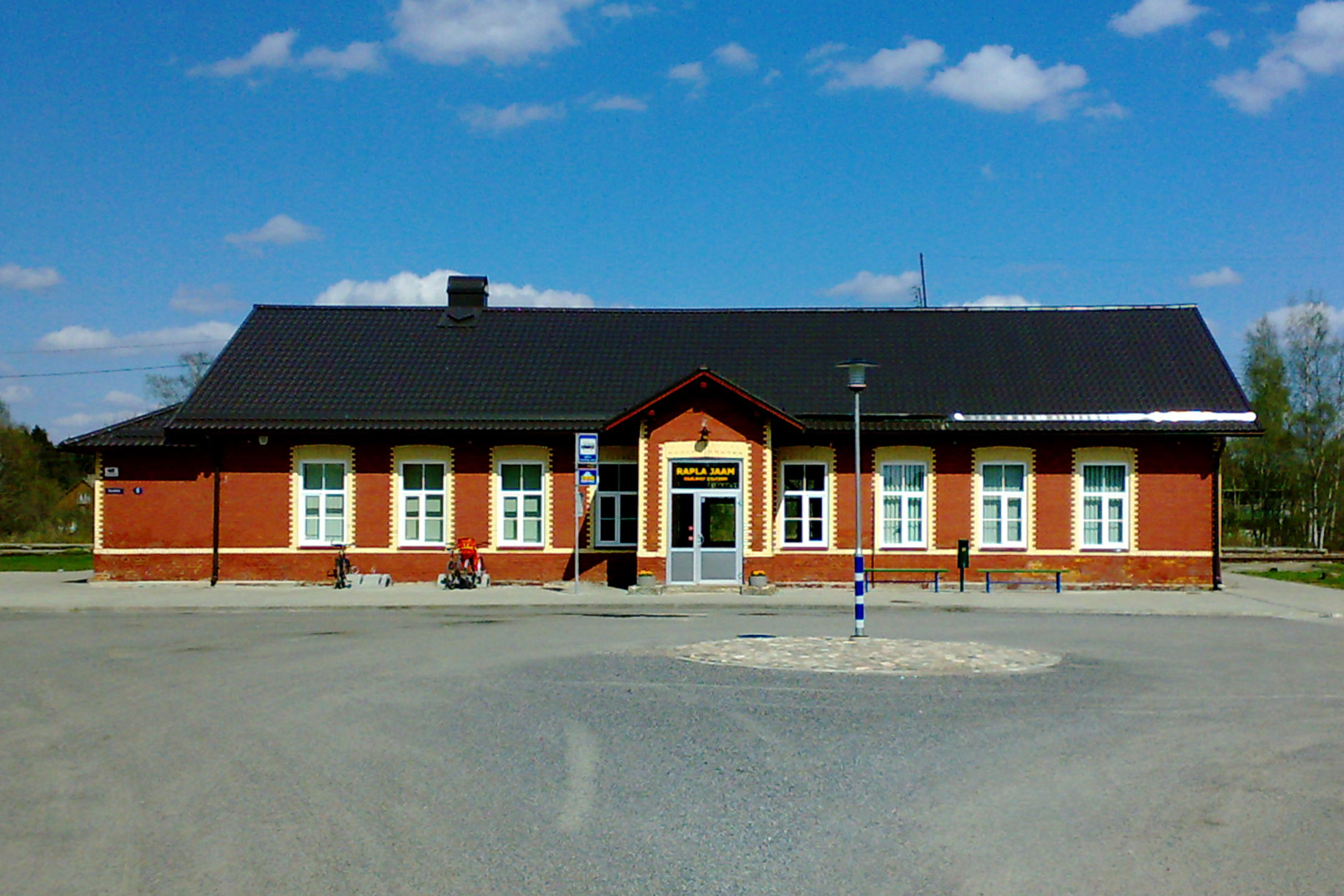
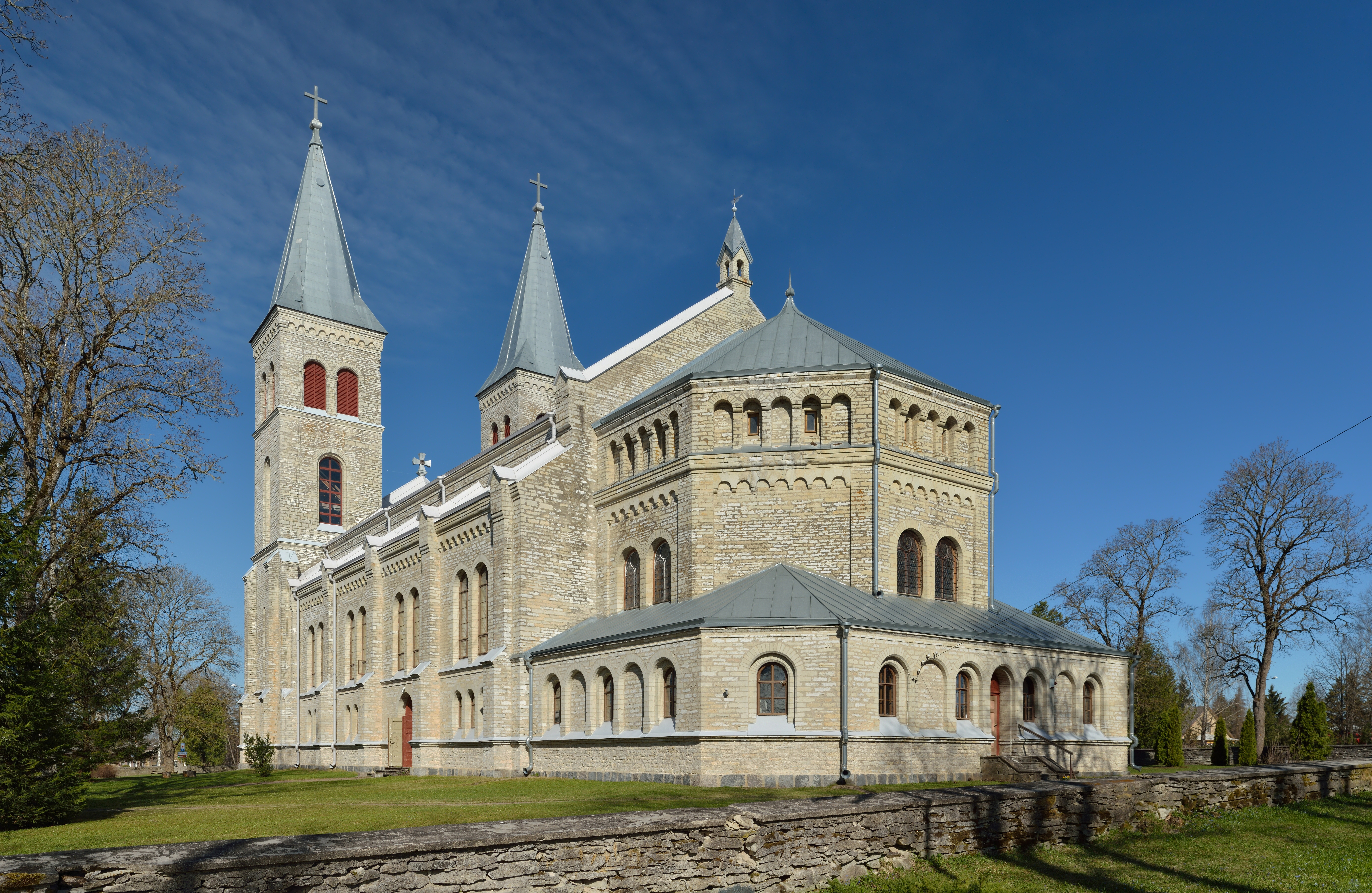

## أعلام
- آني فسكي
- أندريه بارن

## مصدر
1. ↑  Statistical Database of Statistics Estonia، QID:Q59640277
2. ↑  GeoNames (بالإنجليزية), 2005, QID:Q830106
3. ↑  Üldinfo - Rapla vald نسخة محفوظة 02 يناير 2018 على موقع واي باك مشين.

## وصلة خارجية
- Rapla Parish